# Scolopia calcicola
Scolopia calcicola är en videväxtart som beskrevs av René Paul Raymond Capuron och Herman Otto Sleumer. Scolopia calcicola ingår i släktet Scolopia och familjen videväxter. Inga underarter finns listade i Catalogue of Life.